# Grammy Awards de 2009
A 51.ª cerimônia anual do Grammy Awards foi realizada em 8 de fevereiro de 2009 a cerimônia foi transmitida aos Estados Unidos às 20 horas. As nomeações foram anunciadas em um concerto especial na CBS em 3 de dezembro de 2008 e então, postados no site oficial. Pelo sexto ano consecutivo a cerimônia foi realizada no Staples Center. As estrelas deste ano foram Alison Krauss e Robert Plant, que ganharam todos os cinco prêmios nomeados pelo seu álbum colaborativo, incluindo as categorias Record do ano e Álbum do ano.

## Apresentações
| Artista(s)                                               | Canção(es) | Apresentado por          |
| -------------------------------------------------------- | --- | ------------------------ |
| U2                                                       | "Get on Your Boots" | —                        |
| Boyz II Men Keith Urban Al Green Justin Timberlake       | "Let's Stay Together" | Justin Timberlake        |
| Coldplay                                                 | "Lost!" (com part. de Jay-Z) "Viva La Vida"                                                                                    | Simon Baker              |
| Carrie Underwood                                         | "Last Name" | Keith Urban              |
| Kid Rock                                                 | "Amen" "All Summer Long" "Rock N Roll Jesus"                                                                                   | —                        |
| Taylor Swift Miley Cyrus                                 | "Fifteen" | —                        |
| Jennifer Hudson                                          | "You Pulled Me Through" | —                        |
| Jonas Brothers Stevie Wonder:                            | "Burnin' Up" Superstition" | Emily Procter Jason Mraz |
| Katy Perry                                               | "I Kissed a Girl" | Craig Ferguson           |
| Estelle Kanye West                                       | "American Boy" | —                        |
| Kenny Chesney                                            | "Better as a Memory" | Morgan Freeman           |
| M.I.A. T.I. Jay-Z Lil Wayne Kanye West                   | "Paper Planes" (M.I.A.) "Swagga Like Us"                                                                                       | Queen Latifah            |
| Paul McCartney Dave Grohl                                | "I Saw Her Standing There" | Kate Beckinsale          |
| Sugarland                                                | "Stay" | Jay Mohr LL Cool J       |
| Adele Jennifer Nettles                                   | "Chasing Pavements" | Sugarland                |
| Radiohead Spirit of Troy                                 | "15 Step" | Gwyneth Paltrow          |
| T.I. Justin Timberlake                                   | "Dead and Gone" | Samuel L. Jackson        |
| Duke Fakir Jamie Foxx Ne-Yo Smokey Robinson              | Tributo ao Four Tops "Reach Out I'll Be There" "Standing In the Shadows of Love" "I Can't Help Myself (Sugar Pie Honey Bunch)" | Smokey Robinson          |
| Neil Diamond                                             | "Sweet Caroline" | Josh Groban              |
| John Mayer B.B. King Buddy Guy Keith Urban               | Tributo a Bo Diddley "Bo Diddley"                                                                                              | —                        |
| Lil Wayne Robin Thicke Terence Blanchard Allen Toussaint | "Tie My Hands" | Gary Sinise              |
| Robert Plant Alison Krauss                               | "Rich Woman" "Gone, Gone, Gone (Done Moved On)"                                                                                | Zooey Deschanel          |
| Stevie Wonder                                            | "All About the Love Again" | Green Day                |

Notas
- Rihanna e Chris Brown estavam programados para se apresentar, mas suas apresentações foram canceladas após Brown ser preso por seu ato de violência doméstica contra Rihanna.[2]

## Vencedores e indicados

### Geral
Gravação do Ano:
- "Please Read the Letter" – Robert Plant & Alison Krauss
- "Chasing Pavements" – Adele
- "Viva la Vida" – Coldplay
- "Bleeding Love" – Leona Lewis
- "Paper Planes" – M.I.A.

Álbum do Ano:
- Raising Sand – Robert Plant & Alison Krauss
- Viva la Vida or Death and All His Friends – Coldplay
- Tha Carter III – Lil Wayne
- Year of the Gentleman – Ne-Yo
- In Rainbows – Radiohead

Canção do Ano:
- "Viva la Vida" – Coldplay
- "American Boy" – Estelle
- "Chasing Pavements" – Adele Adkins
- "I'm Yours" – Jason Mraz
- "Love Song" –  Sara Bareilles

Artista Revelação:
- Adele
- Duffy
- The Jonas Brothers
- Lady Antebellum
- Jazmine Sullivan